# Canton d'Auxerre-2
Le canton d'Auxerre-2 est une circonscription électorale française située dans le département de l'Yonne et la région Bourgogne-Franche-Comté.

## Histoire
Un nouveau découpage territorial de l'Yonne entre en vigueur à l'occasion des premières élections départementales suivant le décret du 13 février 2014. Les conseillers départementaux sont, à compter de ces élections, élus au scrutin majoritaire binominal mixte. Les électeurs de chaque canton élisent au Conseil départemental, nouvelle appellation du Conseil général, deux membres de sexe différent, qui se présentent en binôme de candidats. Les conseillers départementaux sont élus pour 6 ans au scrutin binominal majoritaire à deux tours, l'accès au second tour nécessitant 12,5 % des inscrits au 1er tour. En outre la totalité des conseillers départementaux est renouvelée. Ce nouveau mode de scrutin nécessite un redécoupage des cantons dont le nombre est divisé par deux avec arrondi à l'unité impaire supérieure si ce nombre n'est pas entier impair, assorti de conditions de seuils minimaux. Dans l'Yonne, le nombre de cantons passe ainsi de 42 à 21.
Le canton d'Auxerre-2 est créé par ce décret. Il est formé d'une fraction d'Auxerre et de communes des anciens cantons d'Auxerre-Nord (3 communes), de Aillant-sur-Tholon (1 commune), de Seignelay (1 commune) et d'Auxerre-Sud (1 commune). Il est entièrement inclus dans l'arrondissement d'Auxerre. Le bureau centralisateur est situé à Auxerre.

## Représentation
| Période élective | Période élective | Mandat | Mandat   | Identité           | Nuance | Nuance | Qualité |
| ---------------- | ---------------- | ------ | -------- | ------------------ | ------ | ------ | --- |
| 2015             | 2021             | 2015   | 2021     | Robert Bideau      |        | UDI    | Retraité Maire de Monéteau (1995-2020) Ancien conseiller général du Canton d'Auxerre-Nord (1998-2015) 3ème Vice-Président du Conseil départemental |
| 2015             | 2021             | 2015   | 2021     | Malika Ounès       |        | DVD    | Étudiante puis chef d'entreprise Conseillère municipale d'Auxerre 4ème Vice-Présidente du Conseil départemental                                    |
| 2021             | 2028             | 2021   | en cours | Arminda Guiblain   |        | DVD    | Assistante de gestion, maire de Monéteau depuis 2020                                                                                               |
| 2021             | 2028             | 2021   | en cours | Magloire Siopathis |        | HOR    | Cadre dans la fonction publique, maire d'Appoigny depuis 2020                                                                                      |

### Résultats détaillés

#### Élections de mars 2015
À l'issue du 1er tour des élections départementales de 2015, deux binômes sont en ballottage : Robert Bideau et Malika Ounes (Union de la Droite, 36,72 %) et Sylviane Bourgeois et Julien Guibert (FN, 32,3 %). Le taux de participation est de 51,76 % (5 954 votants sur 11 502 inscrits) contre 51,97 % au niveau départemental et 50,17 % au niveau national.
Au second tour, Robert Bideau et Malika Ounes (Union de la Droite) sont élus avec 63,35 % des suffrages exprimés et un taux de participation de 52,26 % (3 423 voix pour 6 011 votants et 11 502 inscrits).

#### Élections de juin 2021
Le premier tour des élections départementales de 2021 est marqué par un très faible taux de participation (33,26 % au niveau national). Dans le canton d'Auxerre-2, ce taux de participation est de 38,32 % (4 393 votants sur 11 463 inscrits) contre 35,12 % au niveau départemental. À l'issue de ce premier tour, deux binômes sont en ballottage : Arminda Guiblain et Magloire Siopathis (DVD, 35,11 %) et Malika Ounes et Patrick Picard (DVC, 30,42 %).
Le second tour des élections est marqué une nouvelle fois par une abstention massive équivalente au premier tour. Les taux de participation sont de 34,36 % au niveau national, 36,29 % dans le département et 40,29 % dans le canton d'Auxerre-2. Arminda Guiblain et Magloire Siopathis (DVD) sont élus avec 54,27 % des suffrages exprimés (2 223 voix pour 4 620 votants et 11 466 inscrits),,.

## Composition
| Nom                             | Code Insee | Intercommunalité  | Superficie (km2) | Population (dernière pop. légale)               | Densité (hab./km2) | Modifier                                    |
| ------------------------------- | ---------- | ----------------- | ---------------- | ----------------------------------------------- | ------------------ | ------------------------------------------- |
| Auxerre (bureau centralisateur) | 89024      | CA de l'Auxerrois | 49,95            | Fraction : 6 611 (2022) Commune : 35 236 (2022) | 705                | modifier les données · modifier les données |
| Appoigny                        | 89013      | CA de l'Auxerrois | 22,09            | 3 133 (2022)                                    | 142                | modifier les données · modifier les données |
| Branches                        | 89053      | CA de l'Auxerrois | 10,99            | 435 (2022)                                      | 40                 | modifier les données · modifier les données |
| Charbuy                         | 89083      | CA de l'Auxerrois | 23,40            | 1 870 (2022)                                    | 80                 | modifier les données · modifier les données |
| Gurgy                           | 89198      | CA de l'Auxerrois | 13,12            | 1 724 (2022)                                    | 131                | modifier les données · modifier les données |
| Monéteau                        | 89263      | CA de l'Auxerrois | 18,19            | 4 113 (2022)                                    | 226                | modifier les données · modifier les données |
| Perrigny                        | 89295      | CA de l'Auxerrois | 12,62            | 1 254 (2022)                                    | 99                 | modifier les données · modifier les données |
| Canton d'Auxerre-2              | 8902       |                   |                  | 19 140 (2022)                                   |                    | modifier les données                        |

Le canton d'Auxerre-2 comprend :
1. six communes entières,
2. la partie de la commune d'Auxerre située au nord d'une ligne définie par l'axe des voies et limites suivantes : depuis la limite territoriale de la commune de Saint-Georges-sur-Baulche, boulevard de Montois, boulevard de Verdun, boulevard Gouraud, rue de Fleurus, avenue du 4e-Régiment-d'Infanterie, rue de la Tour-d'Auvergne, rue Edison, rue des Migraines, avenue du 4e-Régiment-d'Infanterie, avenue de Champleroy, rue Restif-de-La-Bretonne, avenue Charles-de-Gaulle, boulevard de la Chaînette, cours de l'Yonne, jusqu'à la limite territoriale de la commune de Monéteau.

## Démographie
En 2022, le canton comptait 19 140 habitants, en évolution de −1,11 % par rapport à 2016 (Yonne : −1,95 %, France hors Mayotte : +2,11 %).
| 2013   | 2018   | 2022   |
| ------ | ------ | ------ |
| 18 967 | 19 433 | 19 140 |